# Wenshui (köpinghuvudort)
Wenshui (kinesiska: 温水, 温水镇) är en köpinghuvudort i Kina. Den ligger i provinsen Guizhou, i den sydvästra delen av landet, omkring 200 kilometer norr om provinshuvudstaden Guiyang. Antalet invånare är 37 382. Befolkningen består av 18 406 kvinnor och 18 976 män. Barn under 15 år utgör 22,0 %, vuxna 15-64 år 67 %, och äldre över 65 år 9,0 %.